# 悪女志願
『悪女志願』（あくじょしがん）は、1986年にテレビ朝日系「土曜ワイド劇場」で放送されたテレビドラマ。主演は片平なぎさ。視聴率は19.8%。

## キャスト
- 坂下真利子（信用金庫勤務） - 片平なぎさ
- 田沢（真利子の恋人） - 谷隼人
- レイプ犯 - 丸岡奨詞
- サラ金業者 - 火野正平
- 水田佐知子（強盗の共犯者） - 萩尾みどり
- サラ金業者 - 名古屋章
- 長谷川明男、泉じゅん、三谷昇、青空球児、浅見美那、高峰圭二、後藤加代、野村昇史、吉澤一彦、田畑祐一、後藤緑、菊地陽子、加藤大樹、坂元貞美、藤波雅代、山口純平、皆川衆、中沢青六、越村公一

## スタッフ
- 原作 - 鷹見緋沙子『悪女志願』
- 脚本 - 篠崎好
- 監督 - 井上芳夫
- プロデューサー - 島田開、上田春夫、白崎英介
- 制作 - テレビ朝日、大映映像